# Municipio de Springdale (condado de Manistee)
El municipio de Springdale (en inglés, Springdale Township) es una subdivisión administrativa del condado de Manistee, Míchigan, Estados Unidos. Según el censo de 2020, tiene una población de 849 habitantes.

## Geografía
Está ubicado en las coordenadas 44°28′42″N 85°59′32″O / 44.47833, -85.99222. Según la Oficina del Censo de los Estados Unidos, tiene una superficie total de 92,27 km², de la cual 91,75 km² corresponden a tierra firme y (0,56 %) 0,52 km² es agua.

## Demografía
Según el censo de 2020, hay 781 personas residiendo en la zona. La densidad de población es de 9,25 hab./km². El 93,88 % son blancos, el 0,35 % son afroamericanos, el 1,30 % son amerindios, el 0,12 % son asiáticos, el 0,35 % son de otras razas y el 4,00 % son de una mezcla de razas. Del total de la población, el 1,41 % son hispanos o latinos de cualquier raza.